# Олимпийский комитет Габона
Олимпийский комитет Габона (фр. Comité Olympique Gabonais, англ. Gabon Olympic Committee) — организация, представляющая Габон в международном олимпийском движении. Основан в 1965 году, официально зарегистрирован в МОК в 1968 году. Принимает участие в Олимпийских играх начиная с 1972 года.
Штаб-квартира расположена в Либревиле. Является членом Международного олимпийского комитета, Ассоциации национальных олимпийских комитетов Африки и других международных спортивных организаций. Осуществляет деятельность по развитию спорта в Габоне.
В настоящее время комитет возглавляет Леон Луи Фолк, пост генерального секретаря занимает Андрэ Франк Ангв Абуг.